# Harun Farocki

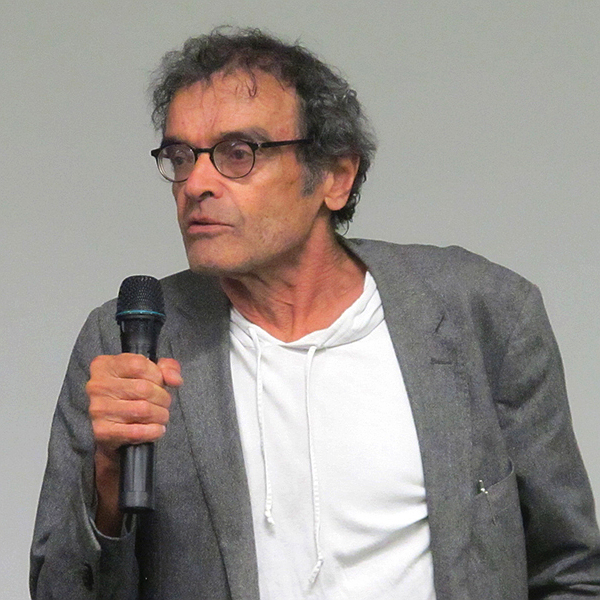
Harun Farocki en 2013.

Harun Farocki (Nový Jičín, Checoslovaquia, 9 de enero de 1944 - 30 de julio de 2014) fue un cineasta alemán. Perteneció al Nuevo cine alemán.

## Trayectoria
Harun Farocki nació en la antigua Checoslovaquia. Asistió a la Academia de la televisión y cine alemán de Berlín desde 1966 hasta 1968, de la cual fue expulsado por motivos políticos, debido a pertenecer a un grupo llamado Agitprop, los cuales producían films de propaganda revolucionaria.  
Entre 1974 y 1984 fue redactor de la célebre revista de cine Filmkritik; sus artículos destacaron por el rigor y el compromiso moral. Dio clases en varias ciudades alemanas, destacadamente en Düsseldorf, capital de las artes. Durante seis años (de 1993 a 1999) enseñó en Berkeley, en la Universidad de California. En 1966 se casó con Ursula Lefkes, dos años después nacieron las dos hijas Annabel Lee und Larissa Lu. Desde 1966 hace más de 100 producciones para la televisión y cine, abarcando miles de temas diferentes. A partir de 1990 crea e instala exposiciones en grupo e individuales en museos y galerías. Del año 2006 al 2011 fue profesor de la Academia de las Bellas Artes en Viena. 
Perteneció al Nuevo cine alemán, el cual da lugar después de la Segunda Guerra Mundial, entre 1960 y 1980. Junto con directores como Werner Herzog y Alexander Kluge, deciden manifestarse en la ciudad Oberhausen y declaran que el cine de su época estaba perdido y los nuevos cineastas se encargarían de hacer el nuevo cine. A estos directores inconformistas con el cine de su época no les importaba el cine de su época, ya que pertenecieron a una época en la cual el cine era de propaganda Nazi. Estos cineastas se inspiraron en la Nueva Ola del cine francés. Lo interesante es que dentro del Nuevo cine alemán, se crearon muchos y distintos estilos. 
Empezó a hacer cine experimental, el cual desde un comienzo estuvo marcado por la crítica política de la imagen. En un principio estuvo muy inspirado por la forma cinematográfica de Jean-Luc Godard, y tuvo palabras muy duras con el trabajo de Rainer Werner Fassbinder, Volker Schlöndorff y Wim Wenders, por atenerse éstos a la idea de película que todo el mundo puede esperar.

## Estilo
El cine de Farocki es más complejo. Se preocupa mucho por la imagen, lo que revela, lo que despierta. Busca a un espectador diferente al convencional, uno que sea crítico y que se cuestione las cosas. Utiliza mucho material de archivo, material ajeno, recortes de películas, anuncios publicitarios, cámaras de vigilancia, entre otras cosas. A partir de eso se cuestiona la imagen en la sociedad. Muchos de los temas que se notan en las obras de Farocki son temas de política, represión, abuso del poder, guerras, sociedad, entrevistas, filosofía, vida cotidiana, etc. 
Además de hacer cine, tiene muchas instalaciones, en las cuales recrea los espacios y pone pantallas para que el espectador reflexione. También tiene diferentes temas en sus instalaciones. Por ejemplo, Serious Games III: Immersion, es una instalación que recrea la guerra de Vietnam, mezclando la realidad virtual con la realidad. Otra instalación es la de Deep Play, la cual está conformada por 12 pantallas, en las cuales se proyectan un partido de Fútbol, a través de distintos ángulos, entre ellas una partes animadas, como los movimientos de los jugadores. 
Por otro lado en sus videos hace una reflexión muy crítica. En su obra más reconocida Fuego Inextinguible, lo que hace Farocki es presentarse frente a la cámara y leernos una carta, la cual consiste en un testimonio de un señor que fue quemado con Napalm. Cuando termina de explicar los efectos del Napalm, se apaga un cigarrillo en el brazo. Lo que propone aquí, es que para qué revelarnos la imagen cruda de la quemadura, si con las simples palabras ya nos lo imaginamos. Hace un análisis a las imágenes de Trabajadores saliendo de la fábrica de los hermanos Lumiére, y después de once décadas se realizaron otras obras similares. Lo que hace Farocki es analizar las imágenes. ¿Por qué los obreros no voltean a ver la fábrica? Por otro lado, además de tener un tono crítico, utiliza un tono satírico en su obra Un día en la vida de un consumidor, el cual está compuesto por más de 1000 anuncios publicitarios. Se relata un día desde que un consumidor se levanta y hace su rutina, va al trabajo hasta regresar a dormir. Se nota una fuerte crítica a la sociedad consumista, a través de la sátira. 

## Filmografía
En conjunto realizó más de 90 filmes; algunos de ellos son:
- Die Worte des Vorsitsenden, 1967
- Nicht löschbares Feuer, 1969 (Fuego inextinguible)
- Zwischen zwei Kriegen, 1978 (Entre dos guerras)
- Bilder der Welt und  Inschrift des Krieges, 1988
- Gefängnisbilder, 2000
- Auge/Maschine, 2001
- Die Schöpfer der Einkaufswelten, 2001
- Erkennen und verfolgen, 2003 (Reconocer y perseguir)
- Gegen-Musik, 2004
- Nicht ohne Risiko, 2004
- Aufschub, 2007
- Memories, 2007
- Übertragung, 2008
- Zum Vergleich, 2009

## Instalaciones
- Serious Games III: Immersion
- Feasting or Flying
- Deep Play
- Workers Leaving the Factory
- On Construction On Griffith´s Film
- A Way
- Three Montages
- Eye/Machine III
- Interface